# 居昌事件

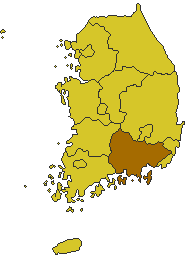
慶尚南道

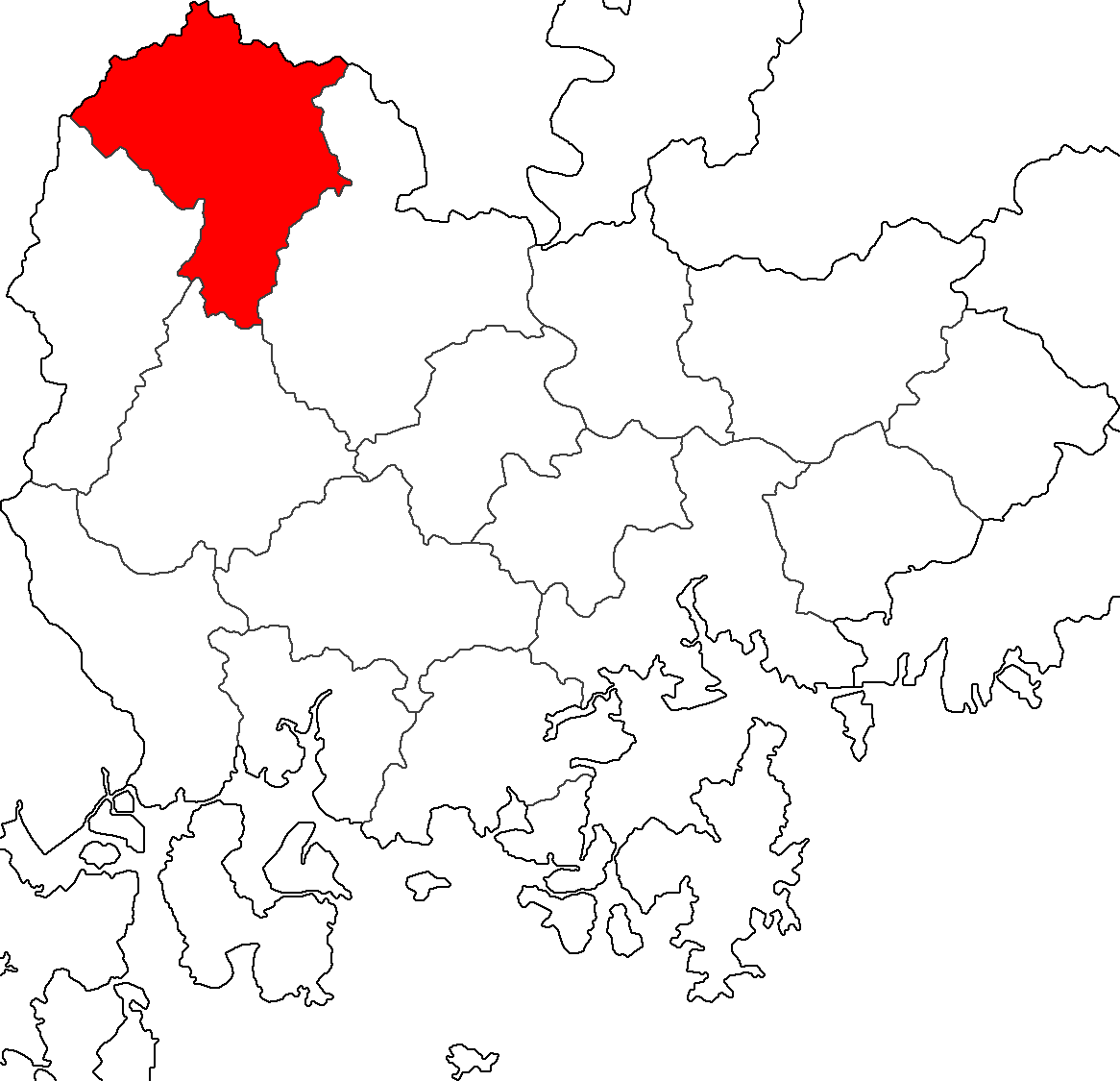
居昌郡

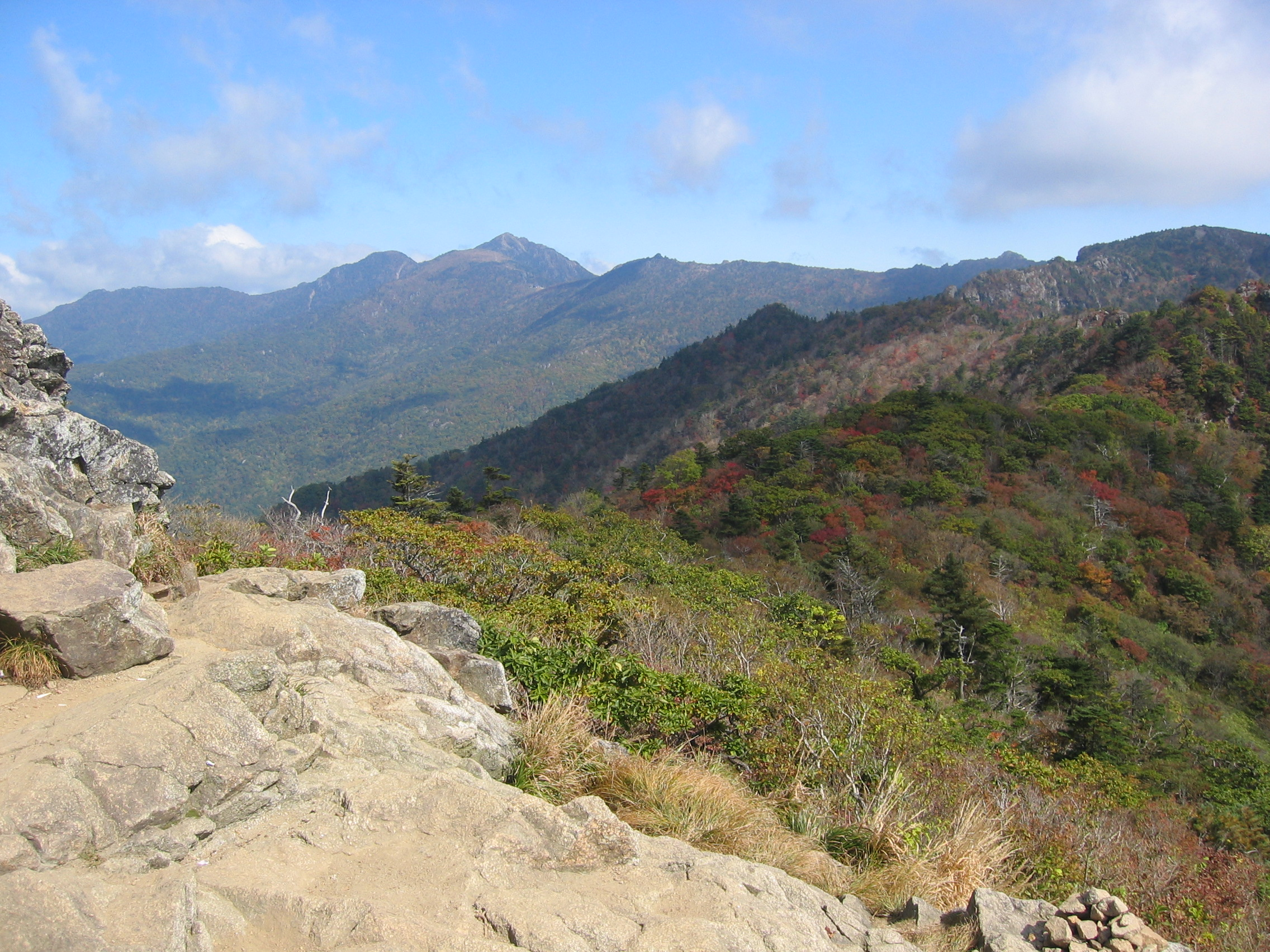
居昌事件の現場となった智異山

居昌事件（コチャンじけん）は、大韓民国において朝鮮戦争中の1951年に発生した事件。
2月9日から2月11日にかけて、慶尚南道居昌郡にある智異山で、韓国軍が共産主義パルチザンを殲滅するための堅壁清野作戦として、民間人719人を虐殺した。
居昌良民虐殺事件とも呼ばれているほか、2月7日に慶尚南道山清郡、咸陽郡で引き起こされた山清・咸陽虐殺事件とひと括りにして、居昌・山清・咸陽虐殺事件と呼称されることもある。

## 経緯

### 韓国軍の堅壁清野作戦
韓国陸軍第11師団長の崔徳新は中華民国陸軍軍官学校出身で、第二次大戦時には中国国民党軍を率いて共産ゲリラ討伐戦術で堅壁清野作戦を実施した。崔徳新は、第二次大戦後帰国し、朝鮮戦争では韓国陸軍第11師団長として共産主義ゲリラ討伐のために堅壁清野作戦を実施した。この堅壁清野作戦は「必ず確保すべき戦略拠点は壁を築くように堅固に確保し、やむを得ず放棄する地域は人員と物資を清掃し、敵が留まることができないよう野原にする」という内容であった。
1951年2月2日、第11師団第9連隊長の呉益慶は、山清・咸陽・居昌など智異山の南東部の共産主義ゲリラを掃討するために堅壁清野作戦を各部隊に通達した。

### 山清・咸陽虐殺事件
2月7日に第3大隊は山清郡今西面芳谷里佳峴村に進撃し、家屋を焼き払った。金目の物を集めた後、村の住民123人を渓谷に突き落としたり、四列横隊に並ばせて銃撃を加えた。さらに約2キロ離れた芳谷村の住民212名にも銃撃を加え、13時半に続けて咸陽郡休川面棟江里で60名を虐殺した。さらに花渓里、自恵里と咸陽郡柳林面の西州里・蓀谷里・池谷村で講演を開催するという口実で住民を西州里トンチョンガン砂礫地に集めて16時半頃、軍警察の家族以外の住民310名を虐殺した。
2月7日の山清咸陽虐殺事件の犠牲は12の村々の住民計705名にのぼった。1998年に確認された犠牲者数は、女性197名、男性189名、子ども147名の計386名。

### 居昌虐殺事件
山清・咸陽での堅壁清野作戦につづいて2月9日から2月11日にかけて韓国慶尚南道居昌郡にある智異山で崔德新師団長指揮下の韓国陸軍第11師団第9連隊第3大隊は吳益慶連隊長の指揮により、居昌郡から一人残らず共匪パルチザンを殲滅するためとして住民719人（15歳以上334人と15歳未満385人）を虐殺した。韓国軍は、韓国警察の家族までも除外することなく虐殺した。
- 2月9日未明、第3大隊の部隊は作戦命令第6号によって居昌郡神院面で民家78世帯に放火し、住民80名余を殺戮した[1]。
- 2月10日、苽亭里、中楡里、大峴里、臥龍里の全民家を焼き払い、疎開させるという理由で住民を連行し、隊列に遅れた老人20名余を射殺し、女子ども100名余を大峴里担凉渓谷で虐殺し、その死体に小枝をかぶせて油をかけて焼却した[1]。10日午後、苽亭里、中楡里の全住民と大峴里、臥龍里の住民1000名を神院初等学校に強制的に収容した[1]。
- 2月11日朝、収容した住民を、軍警察、公務員、青年防衛隊の家族を警察に引き渡し、残った540名余の住民を珀珊渓谷に集め、機関銃などで射殺し、小枝をかぶせて火を放った[1]。待機させていた住民12名に死亡確認をさせたうち11名を射殺し、最後に残った1名が必死に命乞いをすると絶対に口外するなと撤収した[1]。

## その後
居昌出身の議員慎重穆が1951年3月29日の国会で事件を追及し、政府は調査団を派遣した。しかし、調査団が到着する数日前から、国防長官の指示によって事件現場は出入禁止となり、子どもの死体が別の場所に埋葬される隠蔽工作が行われた。また、共産主義ゲリラに仮装した韓国軍兵が国会調査団に銃撃を加えて調査を阻止した。4月24日、李承晩大統領は、居昌事件の犠牲者は187名で、彼らは共産主義ゲリラを手助けした者で、神院初等学校に設置された高等軍法会議では全員が有罪と判決され死刑が宣告されたという談話を発表した。
しかし6月から居昌事件の捜査が再開され、7月27日大邱高等軍法会議において裁判が始まった。1951年12月16日、裁判所は第9連隊長の呉益慶中領に無期懲役、第3大隊長の韓東錫少領に懲役10年、慶尚南道地区戒厳民事部長の金宗元に懲役3年、情報将校李鍾大少尉に無罪を言い渡した。

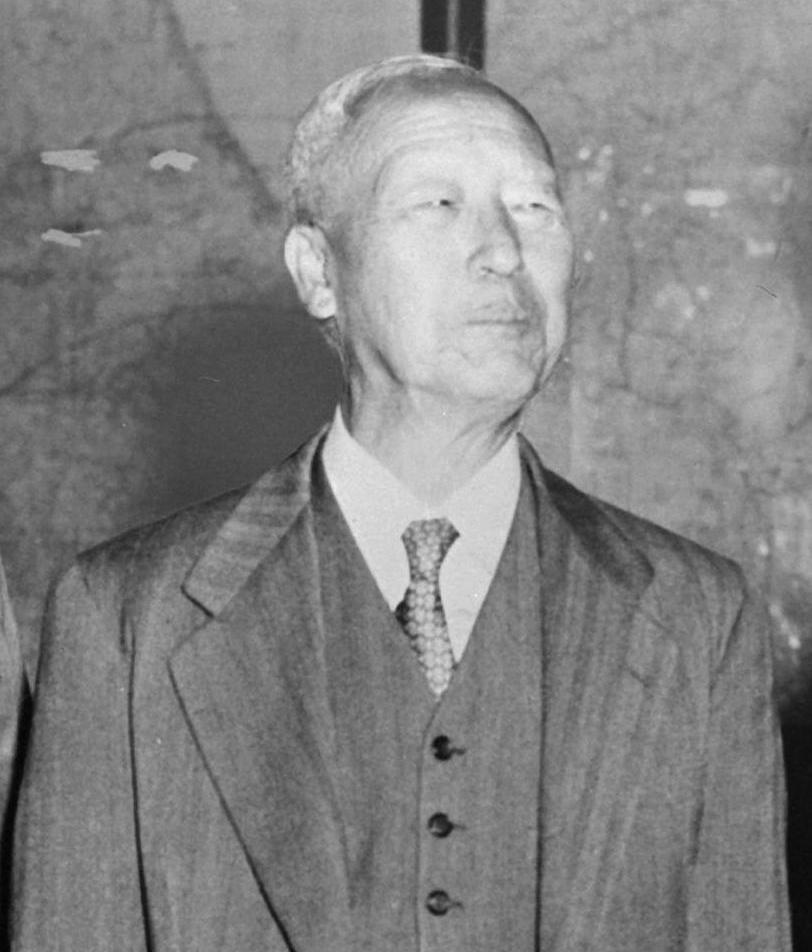
李承晩大統領

しかし、李承晩大統領はただちに恩赦を出して釈放するとともに、韓東錫少領を警察幹部に抜擢した。金宗元は翌年3月に、呉益慶は9月に、韓東錫は1年6か月後に釈放され、金宗元は警察幹部に、呉益慶と韓東錫は軍に復職。金は警察在職中死去、呉は1956年大領で予備役編入後1970年代に米国へ移民。韓は首都師団参謀、陸軍諜報部教育隊長など韓国陸軍の要職を務め退役した。事件当時の指揮官であった李大統領、第11師団長崔徳新、当時の国防長官の申性模は事件の責任を問われなかった。
この事件や国民防衛軍事件などによって李承晩大統領への反感が高まり韓国陸軍本部からはアメリカへのクーデター計画打診が行われた。
その後、李承晩政権崩壊直後の1960年5月11日、遺族70人が、当時住民を選別する役目だった神院面長（町長）の朴榮輔に謝罪を要求し、拒否して逃亡を図った朴に生きたまま火をつけて焼き殺すなどの報復を加えた。この焼殺事件によりその背景となる虐殺事件が全国に知られるようになったが、翌年の5・16軍事クーデターと朴正熙政権の成立により、遺族会を結成した遺族らが戒厳軍法会議に掛けられるなどの弾圧を受け、再び事件は隠蔽された。

## 犠牲者の内訳
事件犠牲者の総数は719人。性別では男性331人（313人）、女性392人（388人）。
子ども（15歳未満）の犠牲者は359人（内訳は3歳以下100人、4歳〜10歳191人、11歳〜15歳未満68人）から385人までの説がある。大人（15歳以上60歳未満）は294人、60歳以上の高齢者は66人。

## 責任追及の動き
1996年1月に居昌事件等の関係者の名誉回復のための特別措置法が制定された。2001年、居昌事件の遺族は韓国政府を相手として訴訟を起こし、裁判所は一審では韓国政府は遺族に40万ウォンずつ支払うように原告一部勝訴の判決を下したが、2008年6月5日、韓国最高裁判所は国家賠償の責任はないとの判決を下し事件を巡る訴訟は終結した。2004年4月に事件を追悼して、15万m2の広さの敷地に居昌事件追悼公園が施工。
2010年6月に韓国政府機関真実和解のための過去史整理委員会のアン・ジョンエ（안정애）調査官が韓国政府の命令によって虐殺が行われたことをホームページ上で公開すると、9月9日に委員会はアン調査官を解任した。アン調査官によると韓国軍第11師団が出した「作戦命令5号付録」に「敵の支配下にあるものは全員銃殺せよ」と明記されており、住民への虐殺命令が明白としている。また、李承晩時代に現地調査を行った特務隊が死亡者数の縮小、乳児遺体遺棄、性的暴行、財産略奪を隠蔽していたことも明らかにされた。委員会は内部文書として非公開を条件に国防部から関連資料を受領したと述べている。2010年10月15日、アン調査官は当該文書は秘密文書ではなく2009年に大統領と国会に報告された文書であるとして解任取り消しを求めた。
この事件はジェノサイド（集団殺害罪）、人道に対する罪に該当する戦争犯罪であるとする声もある。